# Terremoto della Marsica del 1915
Il terremoto della Marsica del 1915, noto anche come terremoto di Avezzano, fu un drammatico evento sismico avvenuto il 13 gennaio 1915 che devastò la regione storico-geografica della Marsica, in Abruzzo, e le aree limitrofe del contemporaneo Lazio, come la valle del Liri e il Cicolano, causando secondo il servizio sismico nazionale 30 519 morti. Il terremoto, classificato tra i principali sismi avvenuti in Italia per forza distruttiva e numero di vittime, interessò gran parte del centro Italia causando danni e vittime in diverse province.

## Sismicità storica

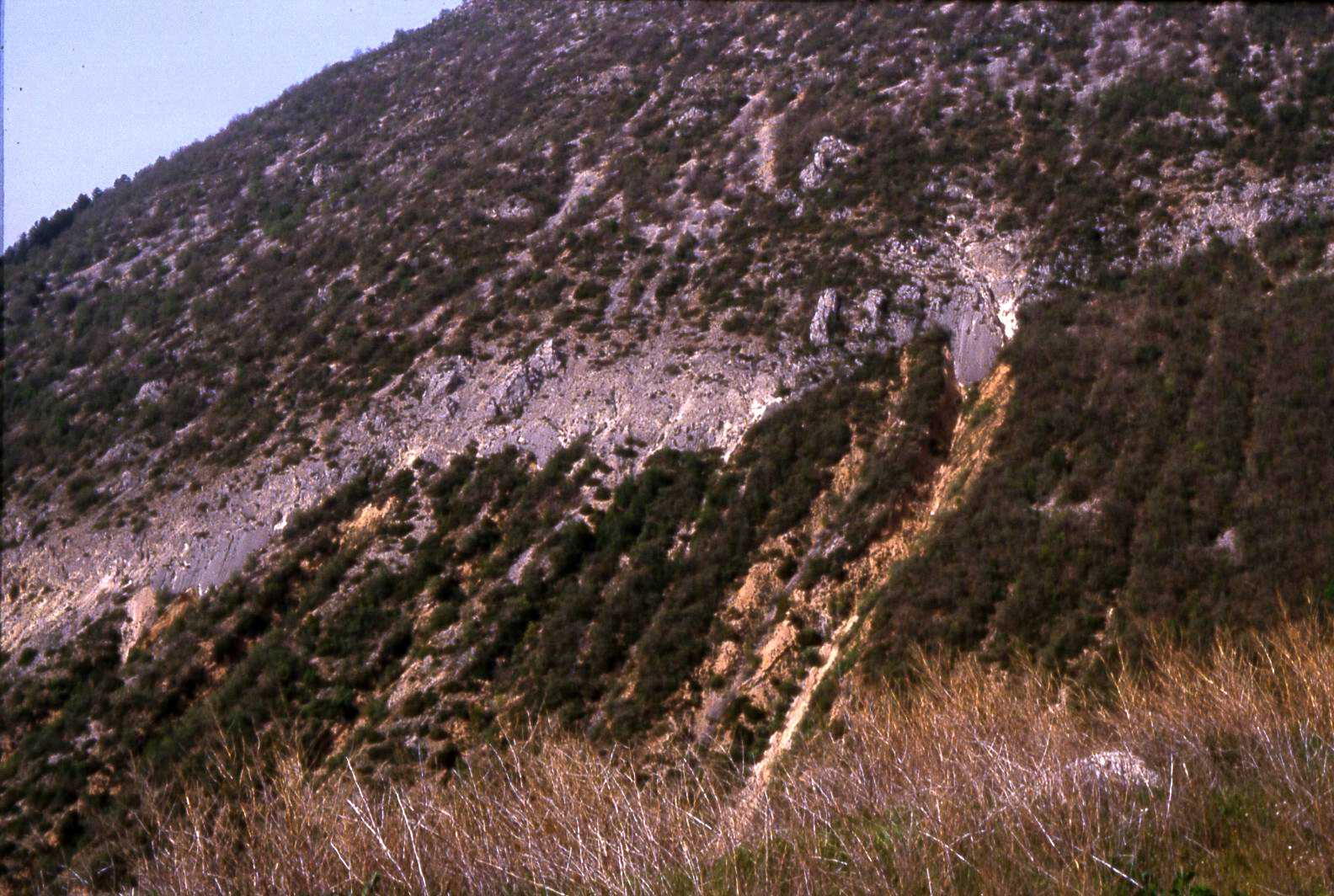
L'espressione superficiale della faglia sul monte Serrone a Gioia dei Marsi

Attestazioni di vario genere e indagini paleosismologiche effettuate nel territorio del Fucino rendono plausibili forti terremoti che hanno interessato i distretti sismici marsicani nel periodo tardo antico, come quelli avvenuti tra la seconda metà del IV secolo e l'anno 508 d.C., e nel corso del Medioevo. Nel 1231 un sisma con epicentro a San Germano, la contemporanea Cassino, causò gravi danni anche nell'area fucense-rovetana, così come avvenne con il sisma del 1315 e con il terremoto dell'Appennino centro-meridionale del 1349. Altri eventi sismici di rilievo causarono danni nella Marsica e nell'intera provincia aquilana negli anni 1456, 1461, 1654, 1695, 1703, 1706 e 1885.
Il 24 febbraio 1904 un terremoto di magnitudo stimata di 5,7 con epicentro a Rosciolo dei Marsi causò gravi danni al patrimonio architettonico dell'area, non facendo tuttavia registrare alcuna vittima. Pochi mesi dopo, il 2 novembre dello stesso anno, un sisma di magnitudo 4,8 fu registrato nel distretto sismico fucense. La stessa magnitudo fu registrata nella Marsica Occidentale il 22 febbraio 1910 e nella Marsica Orientale il 14 aprile 1914.

## Dati storici

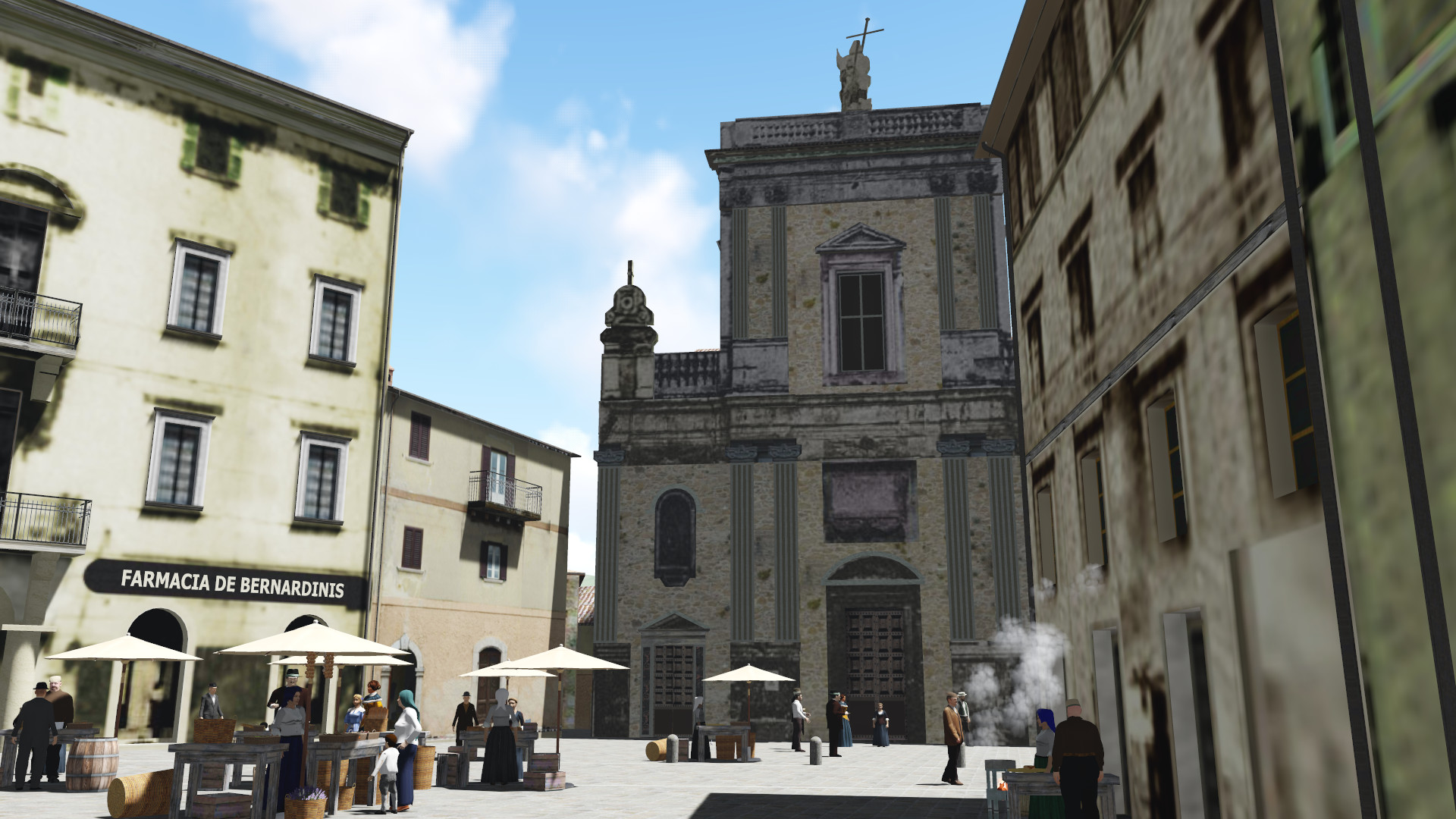
Ricostruzione in 3D di piazza San Bartolomeo ad Avezzano prima del sisma

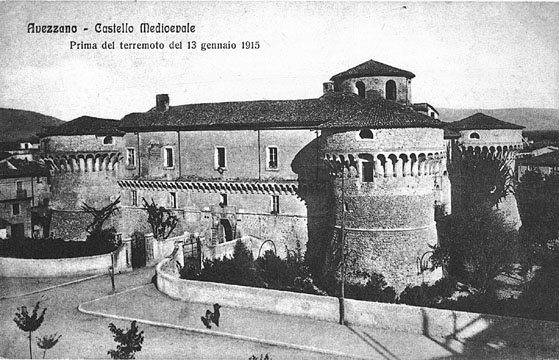
Il castello di Avezzano prima del terremoto

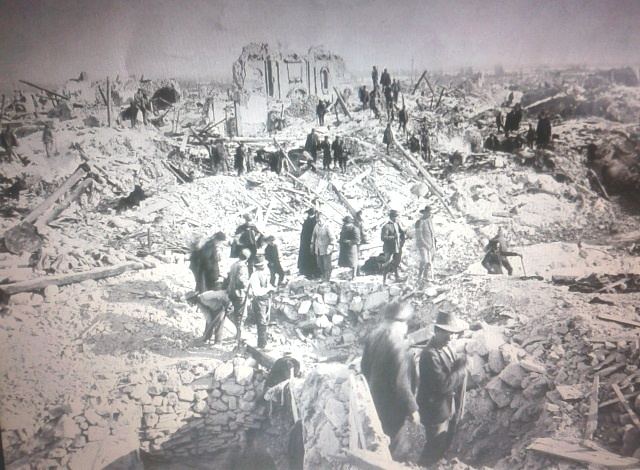
Soccorritori al lavoro tra le macerie di Avezzano

Dopo circa sei anni dal terremoto di Messina avvenuto il 28 dicembre 1908, pochi mesi prima dell'ingresso nella prima guerra mondiale, l'Italia tornò ad essere funestata da un violentissimo sisma.
Esso avvenne mercoledì 13 gennaio 1915, stando ai dati ufficiali dell'Istituto nazionale di geofisica e vulcanologia, alle ore 07:52:43 (mentre un telegramma informativo inviato dal comune di Tagliacozzo al Ministero dell'interno riporta le ore 07:48). La scossa principale (mainshock) di origine tettonica, secondo il sismologo Alfonso Cavasino, non fu preceduta da alcun evento premonitore (foreshocks) tale da creare un particolare allarme. La sua intensità fu pari all'XI grado della scala Mercalli; in seguito la sua magnitudo fu stimata in 7,0 Mw. L'epicentro fu localizzato nella conca del Fucino in Abruzzo, ma l'ondata sismica colpì anche altre zone dell'Italia centrale come il Lazio, le Marche e parte della Campania, con effetti pari o superiori al VII grado della scala Mercalli. L'osservatorio geodinamico di Rocca di Papa registrò nei successivi quattro anni repliche (aftershocks) di varia intensità, di cui circa 1.300 nei primi sei mesi successivi all'evento principale.
La scossa fu avvertita dalla Pianura Padana alla Basilicata, mentre a Roma i suoi effetti furono classificati tra il VI ed il VII grado della scala Mercalli.
Il sisma del 1915, per forza distruttiva e numero di vittime, è classificato tra i principali terremoti avvenuti in territorio italiano. Nel computo dell'Istituto nazionale di geofisica e vulcanologia le vittime furono 30.519, di cui oltre 10.000 nella sola città di Avezzano. Oltre al capoluogo del circondario marsicano i cosiddetti "quattro undicesimi della scala Mercalli" furono rilevati a Cappelle dei Marsi, Gioia dei Marsi e San Benedetto dei Marsi, località dove la distruzione fu pressoché totale.
La scossa fu avvertita anche nella capitale, producendo danni ad alcuni edifici, nonostante ciò il governo Salandra tardò molto a comprendere la vastità dell'area coinvolta e la gravità delle conseguenze: l'allarme in tutta la sua drammaticità fu lanciato ben dodici ore dopo la scossa principale con i lenti mezzi di comunicazione dell'epoca dal comune di Sante Marie. I primi inadeguati soccorsi giunsero nelle aree colpite solo all'alba del giorno successivo.
I soccorsi ufficiali, avviati dal Genio militare, furono coordinati ad Avezzano dal Commissario Regio, Secondo Dezza.
Avezzano, situata nell'area epicentrale, fu quasi completamente rasa al suolo: le vittime furono oltre 10.000 su un totale di circa 13.000 abitanti. Tra queste anche il sindaco Bartolomeo Giffi e altre autorità locali come il sottoprefetto De Petris e il delegato di pubblica sicurezza Angelo Di Salvia. I pochi sopravvissuti, in gran parte feriti, rimasero senza un tetto per giorni, poiché tutti gli edifici erano crollati su sé stessi, comprese le scuole, le chiese e il castello. Restò in piedi, intatta, solo la casa del cementista bolognese Cesare Palazzi, come testimonia anche una targa commemorativa con su scritto "Unica casa che ha resistito al terremoto del 13-1-1915".
Il sisma isolò completamente la zona e i soccorritori, partiti la sera inoltrata del 13 gennaio, arrivarono il giorno dopo anche a causa dell'impraticabilità di ferrovia e strade causata da frane e macerie.
In Abruzzo, oltre all'area fucense e rovetana, risultarono isolate e gravemente danneggiate anche le valli dell'Aterno e del Tirino. Nel mandamento di Borgocollefegato, la contemporanea Borgorose, e a Sora si registrarono centinaia di vittime e ingenti danni al patrimonio architettonico, al pari di molti centri del Cicolano, della valle del Velino e della valle del Liri. Più di 9.000 uomini, fra militari e civili, furono impegnati in soccorsi, trasporto dei feriti negli ospedali e distribuzione dei viveri. A coloro che si distinsero maggiormente fra i soccorritori fu, in seguito, concessa una medaglia di benemerenza dal duca di Genova Tommaso di Savoia, che venne nominato Luogotenente Generale del Regno da Vittorio Emanuele III.
L'evento sismico mise in evidenza l'impreparazione e, in parte, l'impotenza dello Stato italiano. Erminio Sipari, deputato del collegio di Pescina, portò al governo la protesta per quelle vittime che in caso di soccorsi tempestivi probabilmente si sarebbero potute evitare e da subito chiese l'assegnazione di fondi per la ricostruzione della Marsica. 

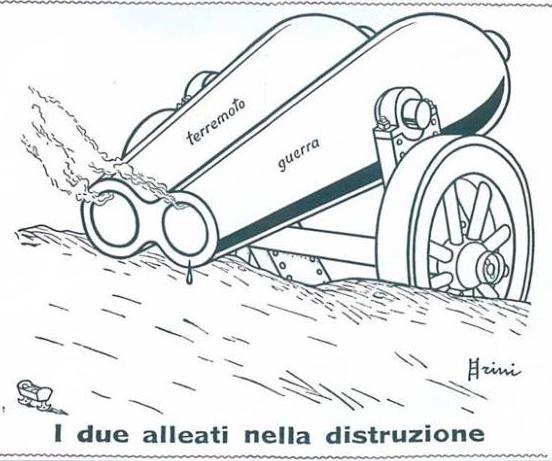
Vignetta di Giuseppe Scalarini sulla doppia distruzione di terremoto e guerra

Tra le emergenze del terremoto ci fu il problema degli orfani: la gran parte di loro fu affidata all'Opera Nazionale di Patronato "Regina Elena" ed accolta presso alcuni istituti, grazie alla volontà e al lavoro del prelato don Orione che ebbe la responsabilità di restituire i bambini orfani ai parenti ancora in vita.
Una delle urgenze più incombenti fu rappresentata dalla raccolta, dal trasporto e dal seppellimento dei cadaveri che, onde evitare epidemie, avvenne perlopiù in fosse comuni.
Quattro mesi dopo il sisma, per l'ingresso in guerra dell'Italia, i militari furono richiamati in anticipo verso il fronte friulano. Nonostante la gravità della situazione, i giovani marsicani furono richiamati al servizio militare e costretti a partecipare al conflitto mondiale in corso; di questi, oltre 2.000 persero la vita lungo l'Isonzo e sul Carso.
Prima del sisma, Avezzano era una città in forte espansione demografica; il prosciugamento del lago Fucino faceva sentire i primi influssi sull'economia dell'area, non solo nell'agricoltura ma anche nel settore terziario.
Con il terremoto del 1915 crollarono edifici e monumenti come il castello Orsini-Colonna, la collegiata di San Bartolomeo, il teatro Ruggeri, il palazzo Torlonia e la regia scuola normale e complementare femminile "Maria Clotilde di Savoia".
Per ospitare i terremotati furono realizzate nei mesi successivi delle strutture conosciute come "casette asismiche", in parte ancora esistenti, che rappresentano in qualche modo la memoria storica e tangibile dell'evento.
In seguito alla tragedia al governo italiano giunse la solidarietà dei paesi europei inclusa addirittura l'Austria, successivamente nemica sul fronte della prima guerra mondiale, i cui rappresentanti inviarono un messaggio ufficiale di solidarietà al ministro degli affari esteri, Sidney Sonnino, in una fase antecedente all'intervento militare italiano. Numerosi furono i gesti solidali come l'arrivo nelle zone disastrate dell'allora re d'Italia Vittorio Emanuele III e di personaggi illustri come Guglielmo Marconi e Gaetano Salvemini, le preghiere di papa Benedetto XV, l'aiuto alle migliaia di orfani di don Luigi Orione, san Luigi Guanella e dell'allora vescovo dei Marsi, Pio Marcello Bagnoli, i soccorsi del patriota Nazario Sauro e dei compagni irredentisti. Molti furono gli intellettuali del tempo a richiamare l'attenzione dell'opinione pubblica verso la tragedia; tra questi figurano Ignazio Silone, Benedetto Croce e Gabriele D'Annunzio. Numerose amministrazioni comunali di tutta Italia si adoperarono con le raccolte di fondi per fronteggiare l'emergenza.

### Geologia e aspetti sismotettonici

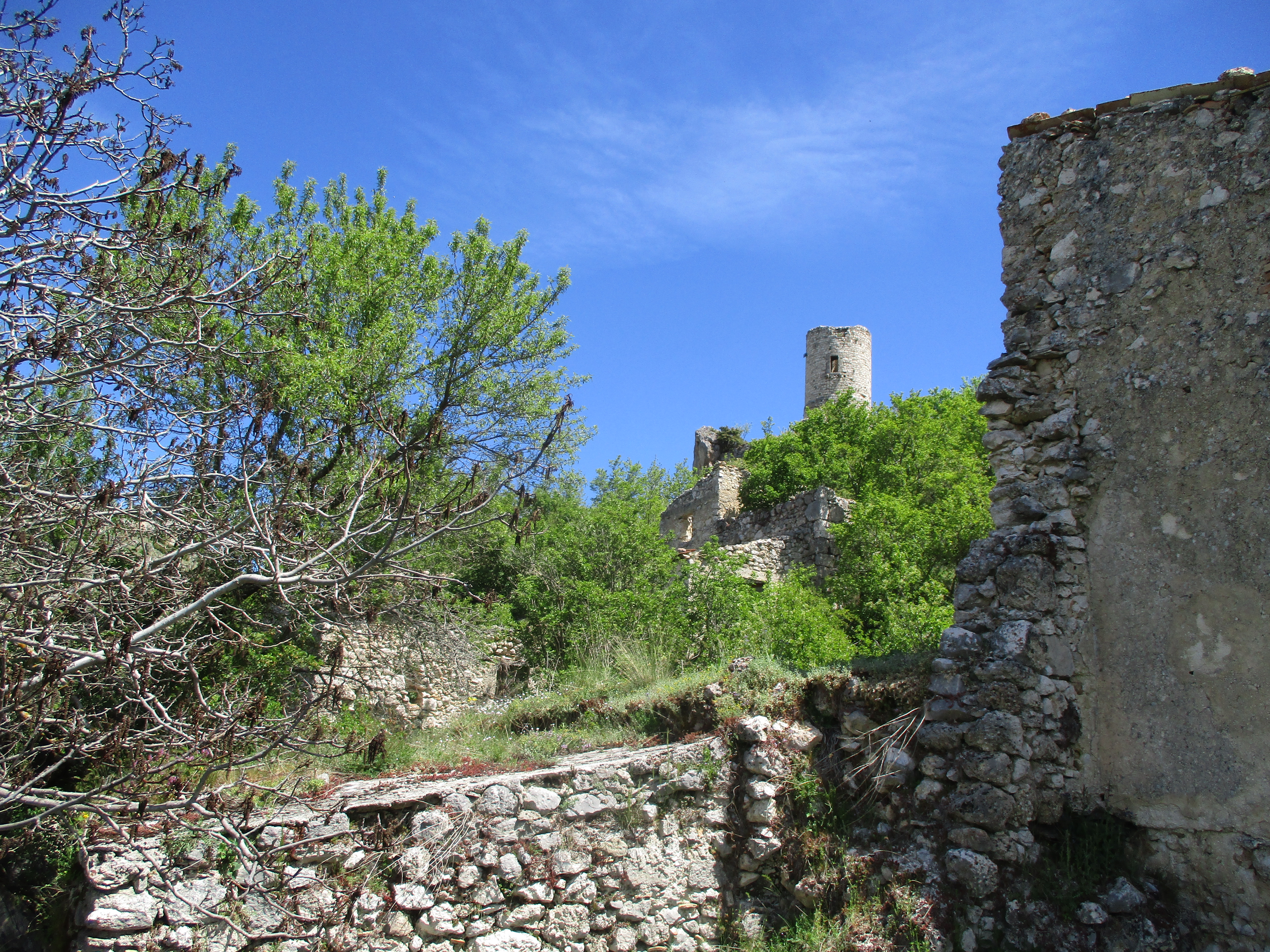
Sperone di Gioia dei Marsi a cavallo della scarpata di faglia del monte Serrone

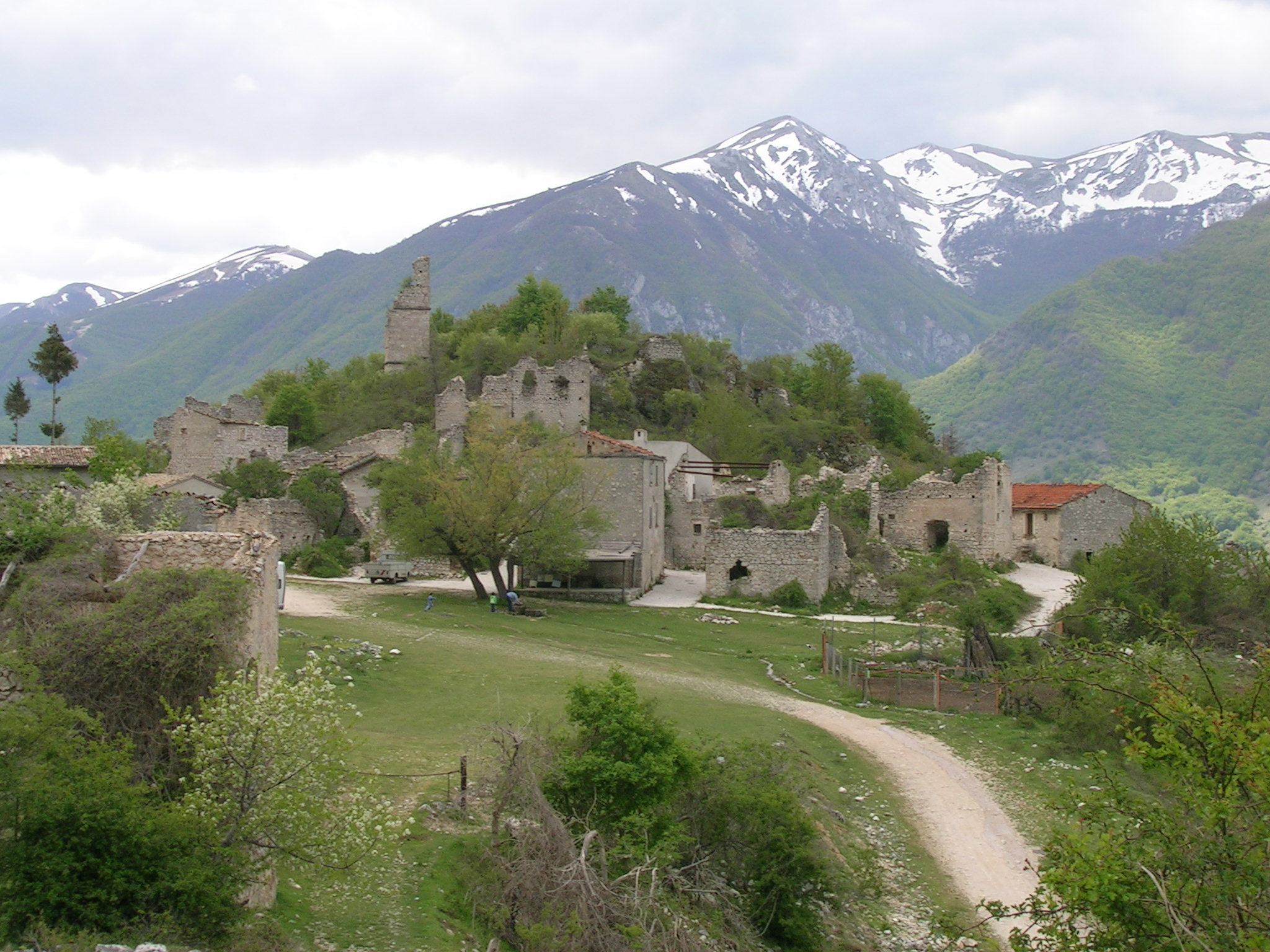
L'abitato quasi del tutto distrutto di Frattura Vecchia, situato sul corpo di frana del gruppo montuoso del Genzana che ha generato il lago di Scanno

Il territorio abruzzese è caratterizzato da una notevole attività sismica, legata prevalentemente a processi di distensione crostale. Il campo deformativo plio-quaternario risulta attivo.
Il Fucino è un'ampia depressione tettonica circondata da faglie normali e transtensive attive nel Pliocene superiore-Quaternario. È presente anche una fase deformativa compressiva tardo messiniano-pliocenica inferiore schematicamente attribuita a quattro principali unità, a direzione grossolanamente nord-nordovest/sud-sudest, convergenti a levante: "Costa Grande-Monte d'Aria", "Monte Cefalone-Monti della Magnola", "Altopiano delle Rocche-Gole di Celano" e "Monte Sirente". Queste strutture compressive deformano sottostanti strati mesozoico-terziarie appartenenti a due domini deposizionali.
Il primo raggruppa una sedimentazione persistente di piattaforma annegata nel Miocene e il secondo delle aree annegate nel Mesozoico con sedimentazione persistente di scarpata e di bacino, quest'ultima immediatamente a nordest del Fucino. In corrispondenza del primo dominio poggiano le calcareniti a briozoi del Langhiano-Tortoniano, mentre vi è una lacuna tra il Cretacico superiore e la fine del Miocene inferiore. Nel secondo dominio invece vi è una maggior continuità fino al Miocene medio. Questa discrepanza potrebbe essersi creata in concomitanza della fase disgiuntiva legata al rifting liassico che si è mantenuta fino al Miocene medio.
Affiorano così depositi continentali eluvio-colluviali attribuibili al Plio-Pleistocene e, in particolare in corrispondenza dell'antico fondo lacustre caratterizzato da sedimenti limosi, all'Olocene.
L'evoluzione quaternaria del bacino è legata all'attività di due principali faglie, una in direzione nordovest-sudest e immersione occidentale, tangente l'ex lago a sudest, e l'altra, tangente a nord, in direzione ovest-sudovest/est-nordest e immersione meridionale.
Si formarono scarpate di faglia (fagliazione principalmente olocenica), spaccature del terreno, vulcanelli di fango, frane, variazioni della topografia e cambiamenti chimico-fisici delle acque.

## Stima delle vittime
(Ignazio Silone)

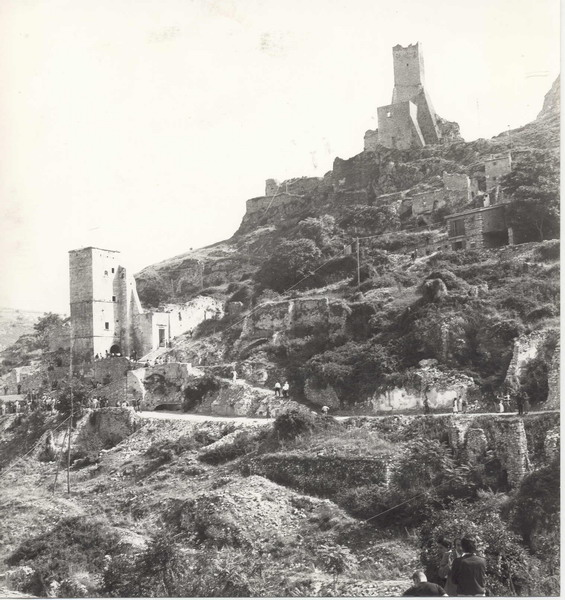
Veduta di Pescina dopo il sisma

Il terremoto marsicano ebbe indubbiamente un grosso impatto sulla dinamica demografica di molte località dell'area epicentrale. Secondo i dati ufficiali, sovente in disaccordo con quelli riportati dalle documentazioni prodotte dalle autorità locali, Avezzano e il borgo di Cese persero oltre l'80% della propria popolazione (10.700 morti), Gioia dei Marsi il 78%, Albe il 72%, Ortucchio e Pescina il 47%. Le statistiche ufficiali dell'Istituto nazionale di geofisica e vulcanologia fanno ammontare il numero totale dei decessi causati dal terremoto a 30.519; si tratta di una stima che non tiene conto delle persone morte in seguito alle gravi ferite. Il sismologo Alfonso Cavasino calcolò che nelle aree colpite dell'Italia centrale le vittime furono in totale 32.610. La maggior parte delle vittime si concentrò nell'area della piana del Fucino e nei centri della valle Roveto.

## Aree danneggiate
Numerosi furono i borghi e i monumenti gravemente danneggiati dal sisma.

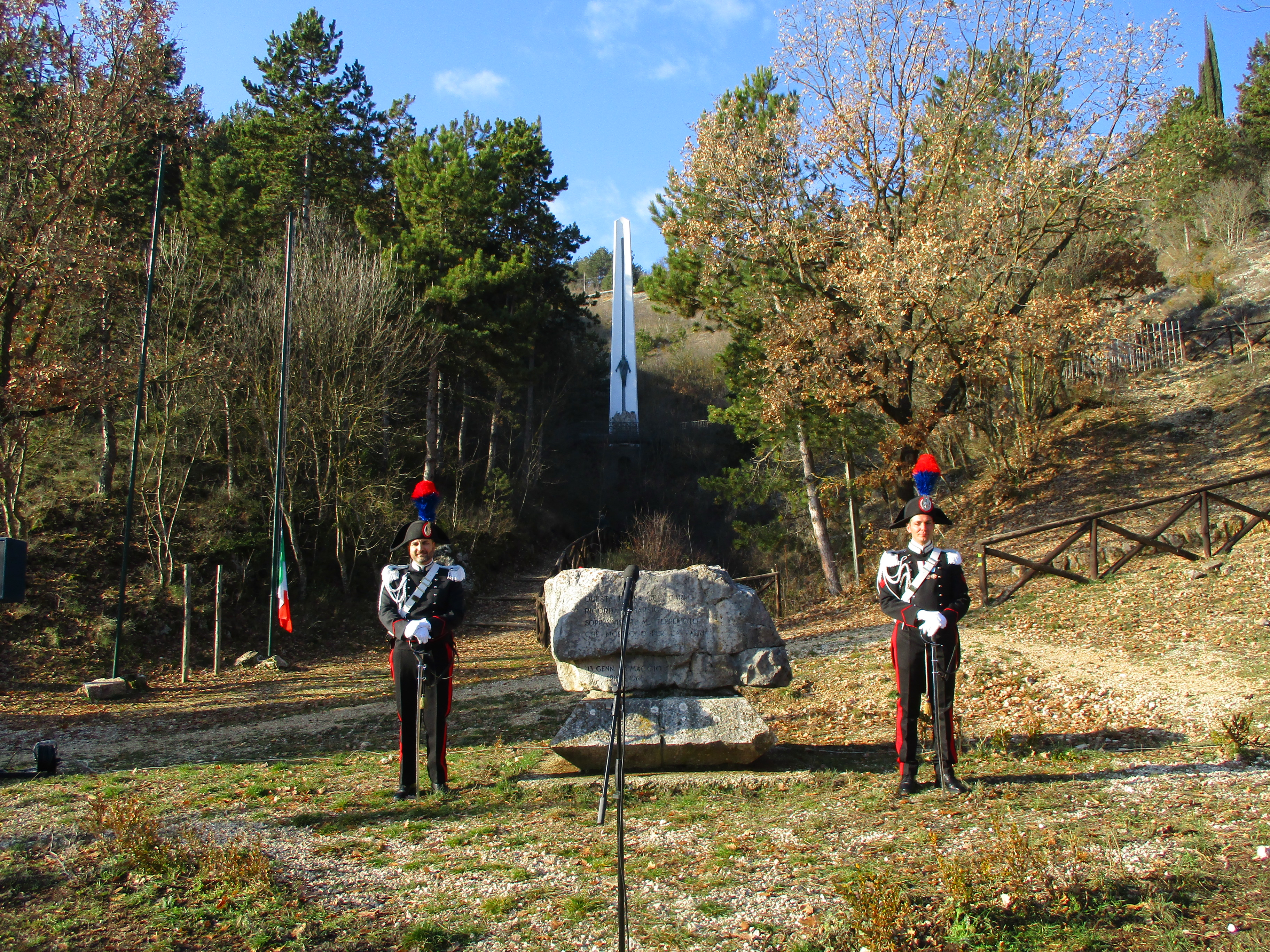
Il memoriale sul monte Salviano

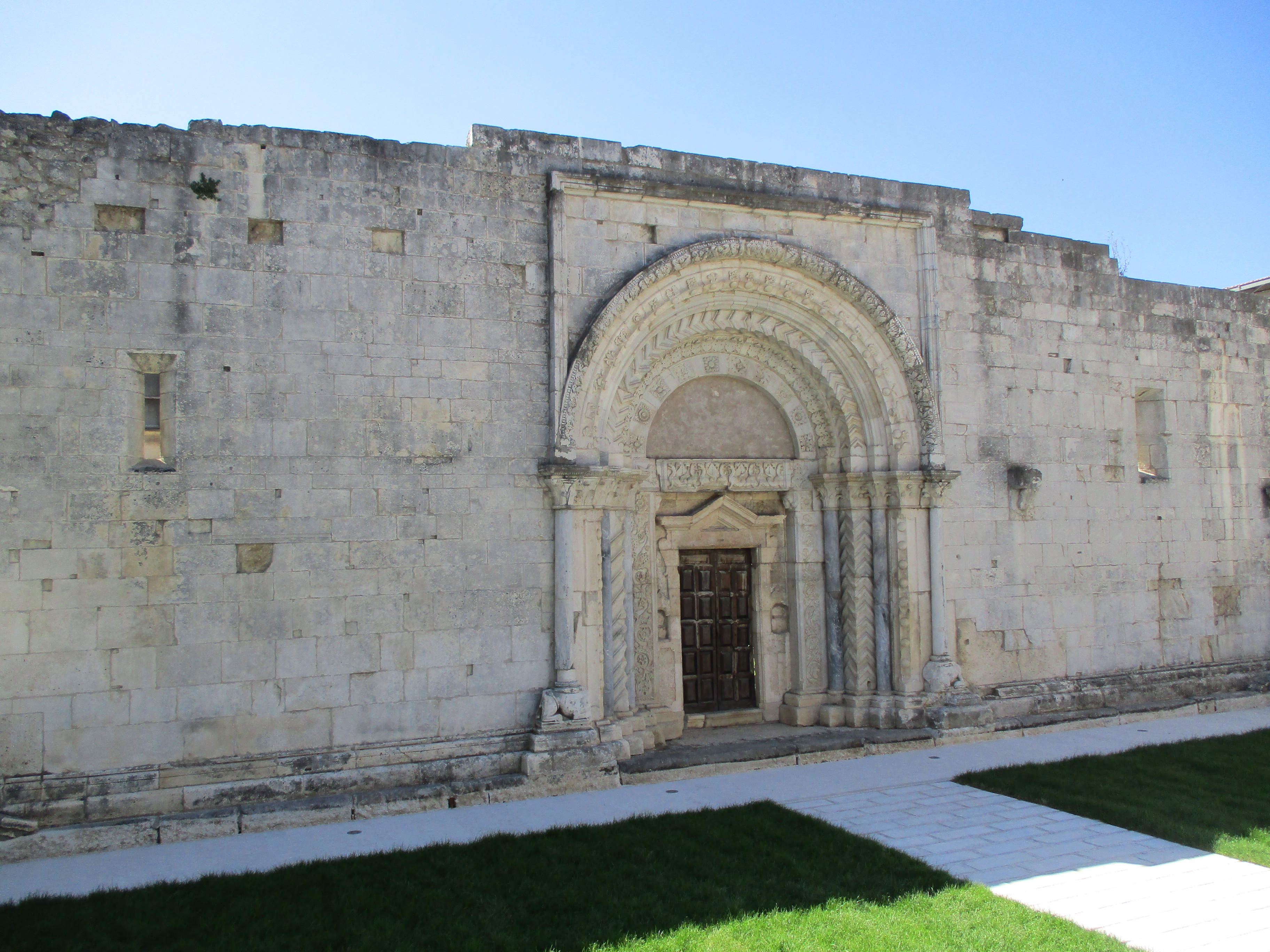
Facciata dell'ex cattedrale di Santa Sabina a San Benedetto dei Marsi

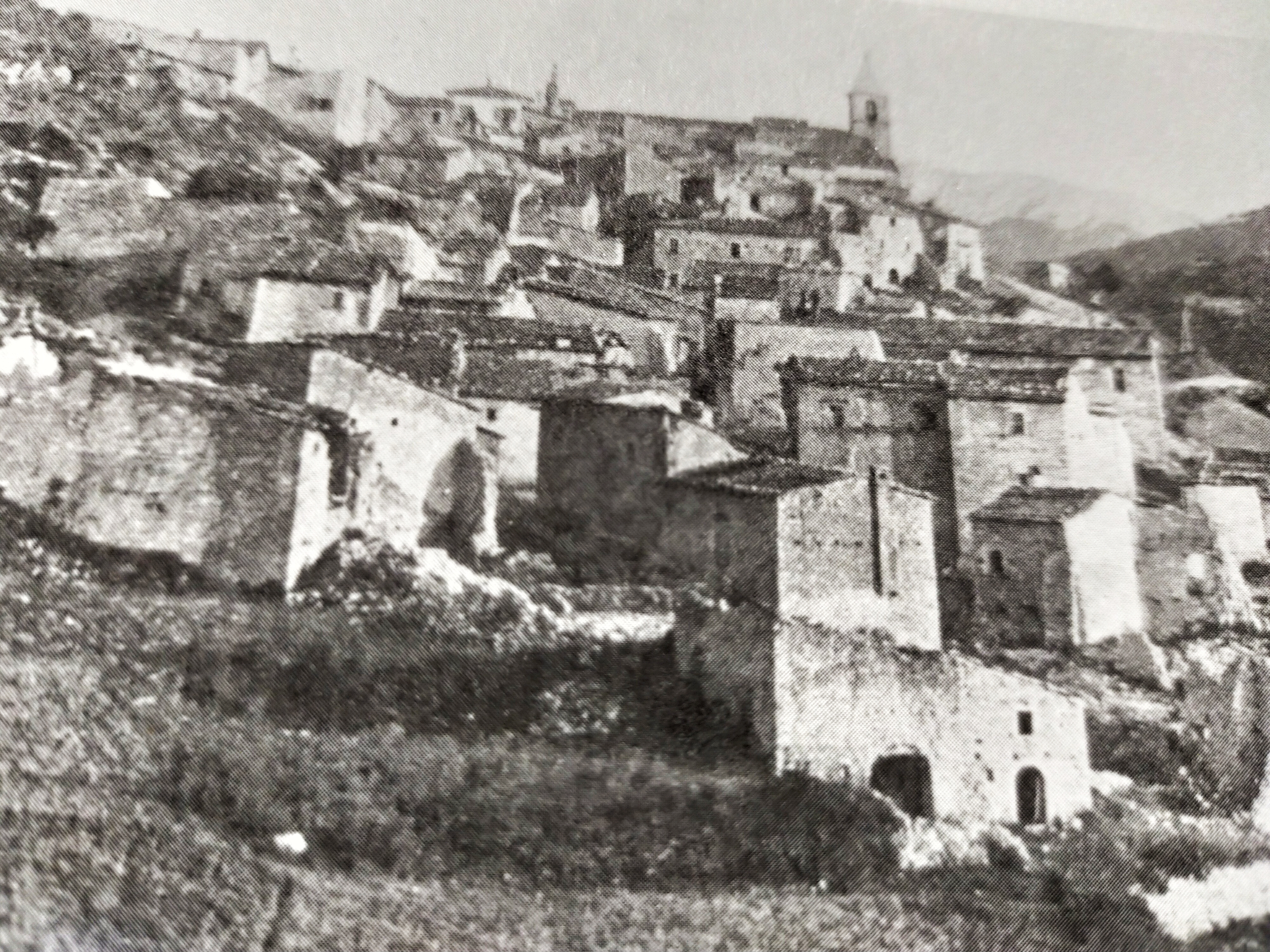
Gioia Vecchio prima del terremoto

Nella Marsica il borgo antico di Aielli subì gravi danni al patrimonio architettonico, in particolare alla torre medievale e alla chiesa della Santissima Trinità.
Avezzano perse il nucleo urbano, raso al suolo insieme alla collegiata di San Bartolomeo, all'ex monastero di Santa Caterina, alle chiese di San Francesco (San Giovanni), San Rocco, Santa Maria in Vico, San Nicola, alle numerose cappelle e alla statua della Madonna dell'Incile. Crollarono il teatro Ruggeri, la stazione ferroviaria, il convitto femminile, la caserma dei Carabinieri Reali e altri edifici pubblici e privati. Del castello Orsini-Colonna rimase in piedi soltanto il piano terra con i monconi laterali, così come avvenne al palazzo Torlonia. Il santuario della Madonna di Pietraquaria subì gravi lesioni. 
Andarono quasi completamente distrutti i borghi limitrofi di Antrosano, Castelnuovo, Cese, Paterno e San Pelino.
Quasi completamente distrutto risultò il borgo vecchio di Balsorano. Crollarono, oltre a tanti altri edifici, le chiese della Santissima Trinità e di Maria Santissima del Loreto e riportò gravi danni il castello Piccolomini.
Capistrello perse palazzi storici e chiese antiche. Subi gravi danni l'officina idroelettrica dei Torlonia. A Bisegna e Cappadocia crollarono molti edifici e chiese come pure nei borghi di San Sebastiano, Petrella Liri e Verrecchie.
A Carsoli il castello di Sant'Angelo, già in rovina, subì ulteriori danni. Fu lesionata l'antica chiesa di Santa Maria in Cellis, mentre nella frazione di Pietrasecca crollò la chiesa di Santo Stefano. A Castel di Ieri il sisma lesionò la torre medievale e la chiesa parrocchiale. Danni gravi subirono i borghi antichi di Castellafiume e Pagliara dei Marsi.

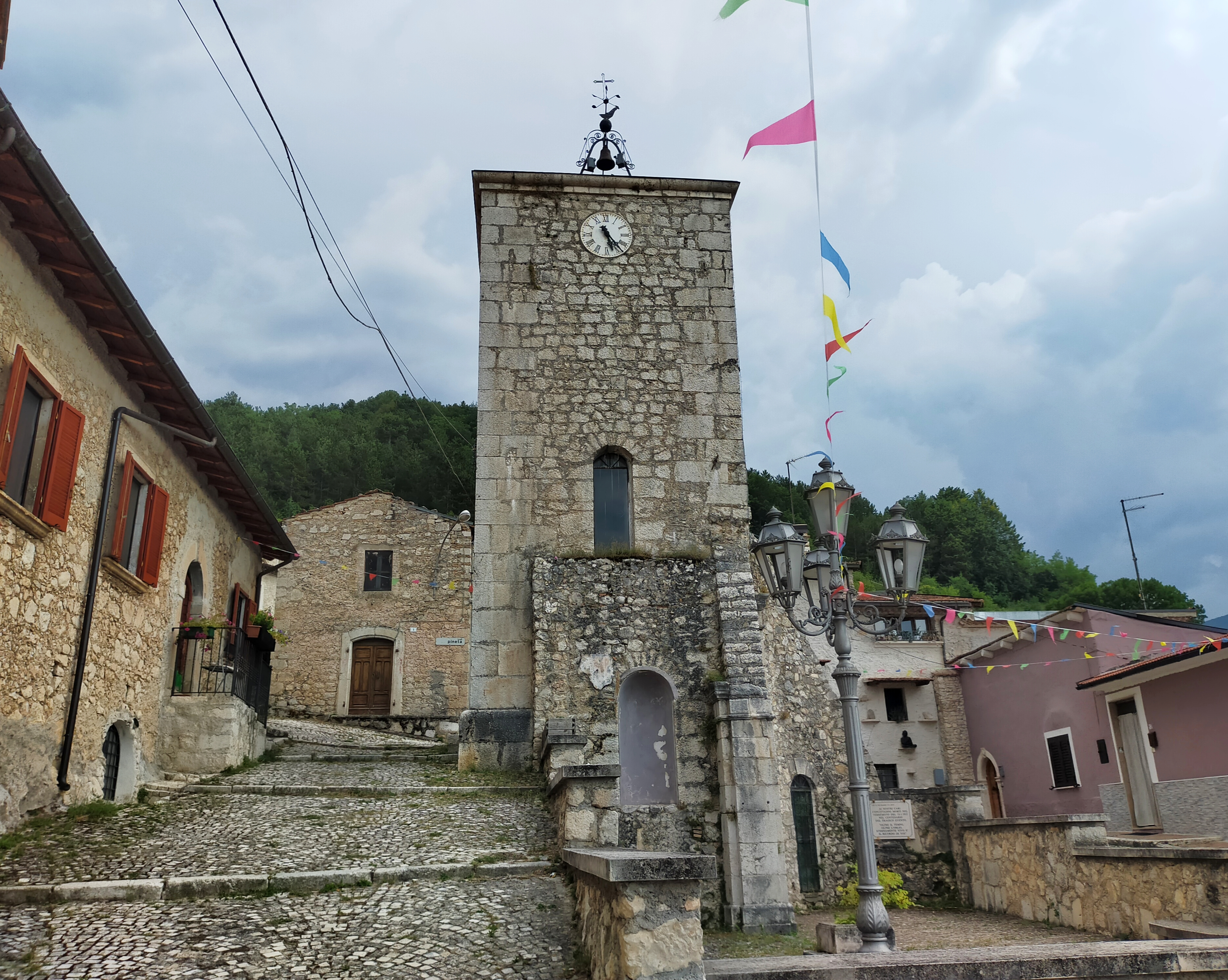
Torre campanaria di San Martino in Agne a Lecce nei Marsi

Il patrimonio architettonico di Celano subì ampiamente gli effetti della scossa, in particolare il castello Piccolomini che subì diversi crolli, i palazzi nobiliari e le chiese, come quella di Santa Maria delle Grazie, furono gravemente danneggiati.
Il vecchio centro storico di Cerchio subì gravi danni, la chiesa dei Santi Giovanni e Paolo crollò su se stessa, quella della Madonna delle Grazie subì danni ingenti.
Flagellati i paesi di Canistro, Civita d'Antino e Civitella Roveto, raso al suolo il borgo di Meta.
A Cocullo crollarono i resti del castello Piccolomini, rimase in piedi solo la torre che venne successivamente inglobata nella chiesa di San Nicola.
Fu quasi completamente distrutta anche Collarmele che perse il borgo originario, le chiese e parte della torre medievale.
Crollò parzialmente la torre baronale di Collelongo. Rasi al suolo i paesi di Gioia-Manaforno, Gioia Vecchio e Sperone la cui torre, gravemente lesionata, rimase per giorni in bilico fino alla successiva messa in sicurezza. A Lecce nei Marsi i centri già in rovina di Lecce Vecchio, Sierri e Buccella si accartocciarono. Furono quasi del tutto distrutti i centri di Castelluccio, Taroti e Vallemora. Della chiesa di San Martino in Agne rimase in piedi solo il campanile.
A Luco dei Marsi crollò la torre medievale e subì gravissimi danni la chiesa di Santa Maria delle Grazie con l'annesso monastero. Il paese di Magliano de' Marsi fu sconquassato, subì gravissimi danni la chiesa di Santa Lucia.
Devastate le frazioni di Marano e Rosciolo dove fu gravemente lesionata la romanica chiesa di Santa Maria in Valle Porclaneta.

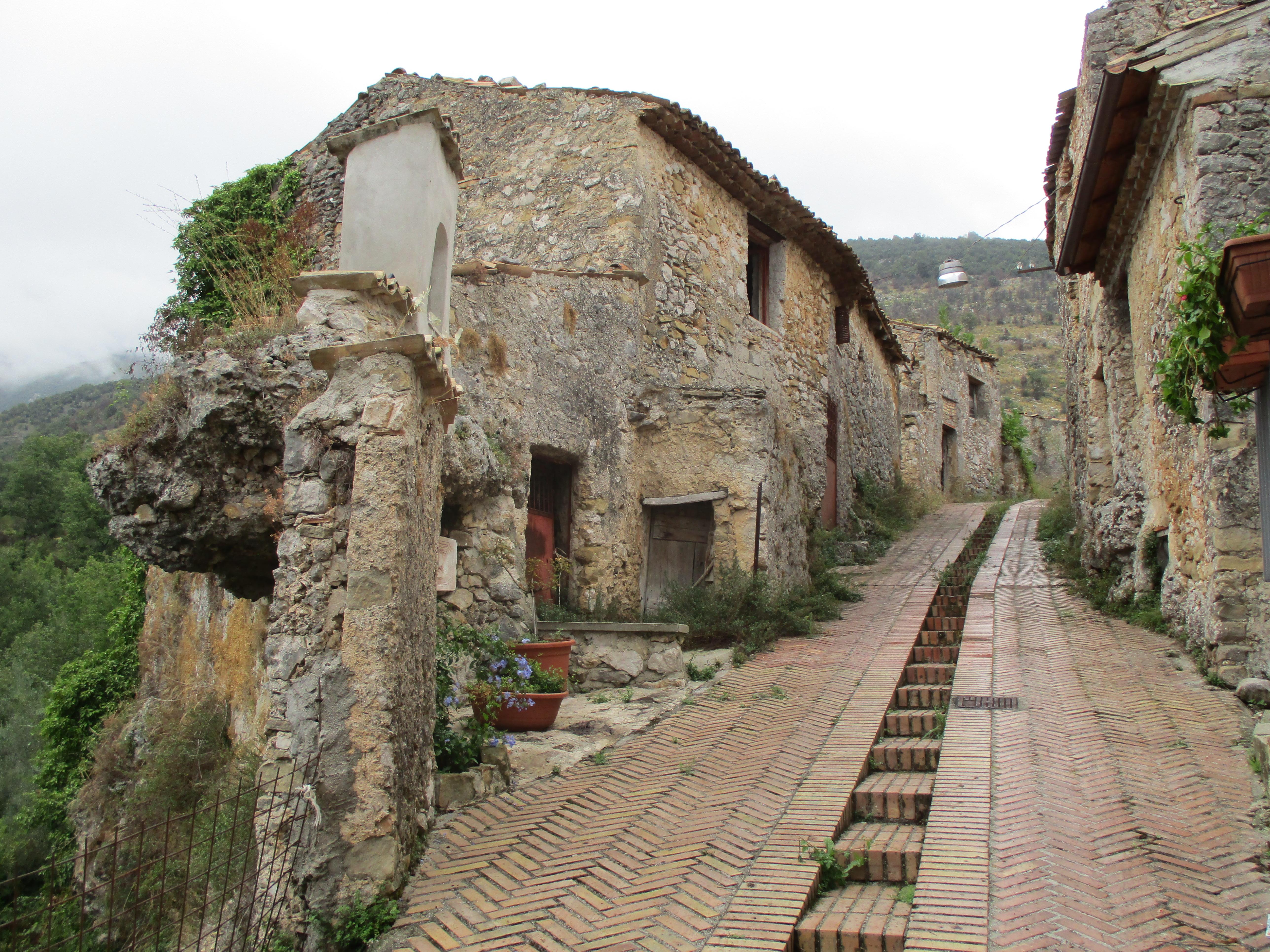
Il borgo vecchio di San Giovanni Valle Roveto

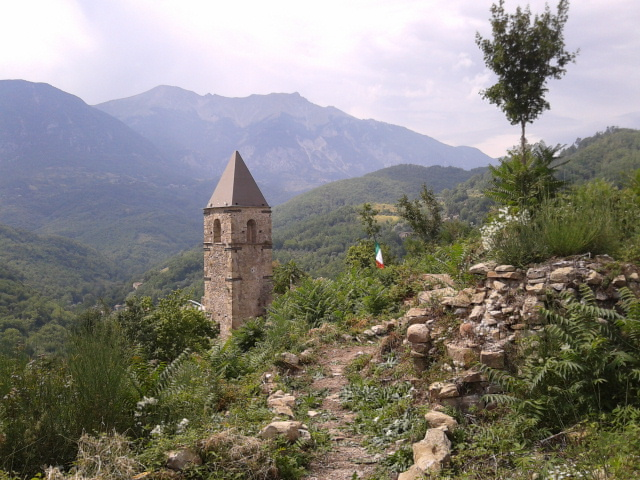
I ruderi di Morino Vecchio

Rasi al suolo Corona di Massa d'Albe, il borgo medievale di Albe e il paese di Forme. Ad Albe soprattutto i danni furono irrimediabili, gravemente danneggiate la chiesa antica di San Pietro ad Alba Fucens e la rocca Orsini.
Fu completamente distrutto il borgo primordiale di Morino, gravi danni si registrarono a Rendinara. Fu danneggiato anche il borgo di Opi.
Ad Ortona dei Marsi ci furono danni gravi ma non irrimediabili, in particolare alla collegiata di San Giovanni Battista e al castello già in decadenza. Furono invece flagellati i borghi di Aschi e Carrito.
Ad Ortucchio crollò il tetto della romanica chiesa di Sant'Orante e subì gravi danni il castello Piccolomini.
Fu lesionato il castello medievale di Pereto. Rilevanti lesioni ci furono anche nella chiesa dei Santi Pietro e Paolo a Pescasseroli.
A Pescina crollarono gli edifici del borgo antico. Danni gravi anche alla cattedrale di Santa Maria delle Grazie, alle chiese di San Berardo e Sant'Antonio. Crollarono ampie porzioni del castello Piccolomini e della casa del Cardinal Mazzarino. La parte alta del borgo di Venere andò persa unitamente alle antiche chiese, si salvò solo parzialmente una delle torri di avvistamento medievale. A Rocca di Cambio si verificarono lesioni all'abbazia di Santa Lucia.
San Benedetto dei Marsi fu rasa al suolo, della vecchia cattedrale di Santa Sabina rimase in piedi soltanto la facciata. Danneggiate gravemente alcune frazioni della Marsica occidentale e il borgo di Sante Marie.
Sconquassati i vecchi borghi di San Vincenzo e San Giovanni Valle Roveto. Gravi danni subirono il castello Piccolomini e il borgo di Morrea.
A Scanno ci furono lievi lesioni al borgo medievale mentre fu quasi totalmente distrutto il borgo vecchio di Frattura. A Scurcola Marsicana gravi danni al paese e alla rocca Orsini. Raso al suolo il borgo di Cappelle dei Marsi.
Non si verificarono danni irreparabili a Tagliacozzo, mentre gravi danni si registrarono nelle sue frazioni situate sui bordi orientali dei piani Palentini. A Tione degli Abruzzi distrutto il borgo di Goriano Valli, solo la torre medievale rimase in piedi.
Gravi danni ci furono a Trasacco in particolare alla chiesa di San Cesidio e alla torre Febonio. Subì danni rilevanti il borgo di Villavallelonga.
Ci furono crolli e numerosi danni nei comuni dell'altopiano delle Rocche e nelle valli dell'Aterno, Subequana e del Tirino.
All'Aquila, dove il sisma causò 6 vittime ed una trentina di feriti, si registrarono il crollo di parte della facciata della basilica di Santa Maria di Collemaggio, il collasso di alcune volte dell'ospedale oltre a numerosi altri danni localizzati nei palazzi del centro storico.
Danni si registrarono anche in alcuni edifici pubblici, palazzi e chiese di Roma.
Furono gravemente danneggiati anche molti centri laziali e della valle del Liri come Arpino, Castelliri, Isola, Sora e Veroli, della valle del Salto e del Cicolano, all'epoca appartenenti all'Abruzzo, e alcuni comuni della contemporanea provincia di Caserta.

## Ricostruzione
(Ignazio Silone, Uscita di sicurezza)

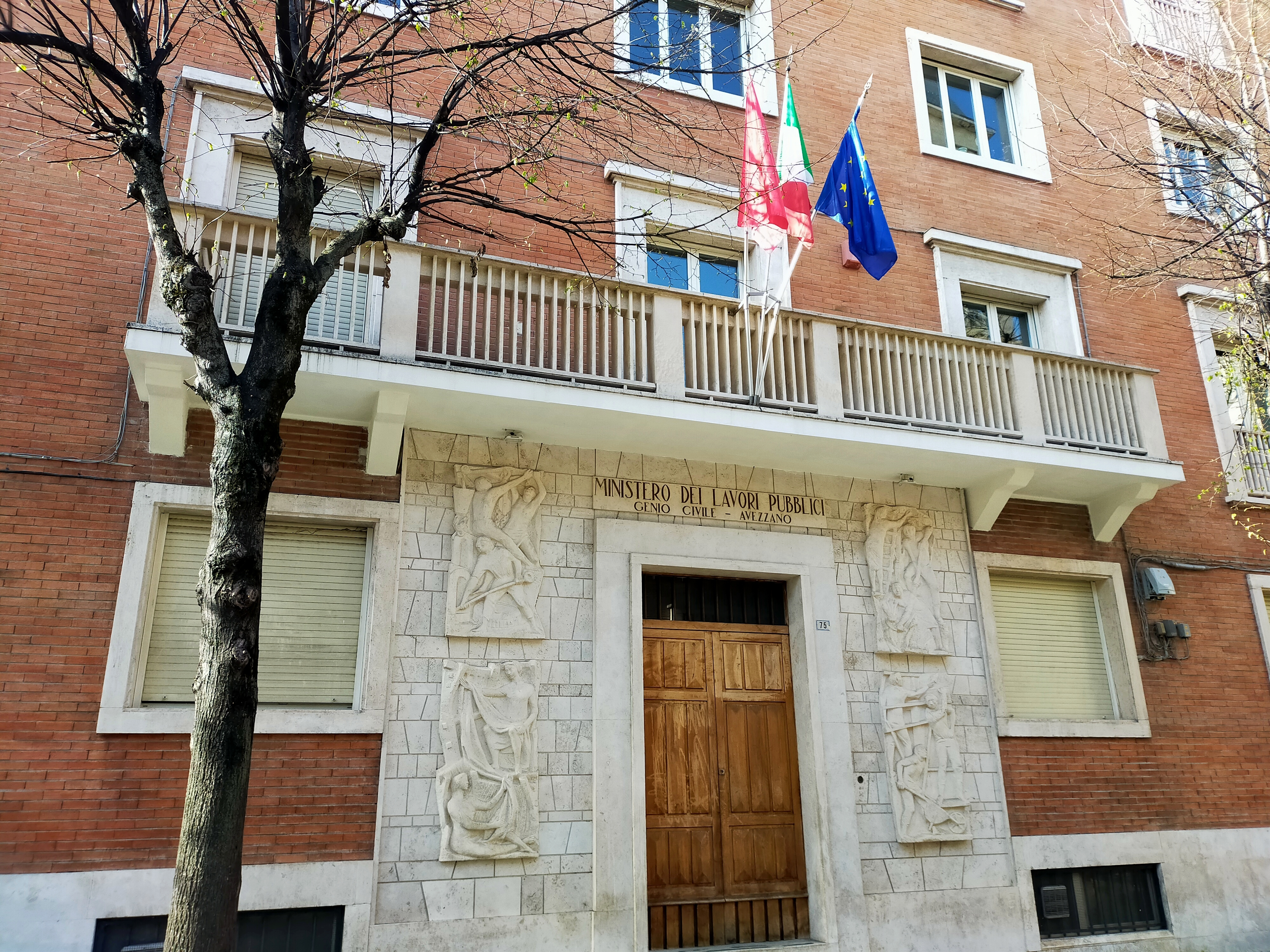
La sede del Genio civile di Avezzano istituita nel 1915 dal ministro Augusto Ciuffelli

Gli interventi di ricostruzione, nel rispetto delle prescrizioni stabilite dal regio decreto n. 573 del 29 aprile 1915, riguardarono dapprima Avezzano che fu ricostruita leggermente più a nord-nord ovest rispetto al centro originario. Nella città devastata il governo Salandra istituì uno dei più grandi campi di concentramento della prima guerra mondiale in località Borgo Pineta con l'impiego di circa 15.000 prigionieri austro-ungarici e dei soldati rumeni della Legione Romena d'Italia che realizzarono diverse opere come alcuni edifici pubblici, i nuovi servizi viari cittadini, le cisterne per l'approvvigionamento idrico delle Tre Conche, la pineta nella zona nord e il rimboschimento del monte Salviano.
La cattedrale di San Bartolomeo fu ricostruita in posizione diversa rispetto alla chiesa originaria e venne consacrata nel 1942 durante il periodo fascista. I bombardamenti alleati della seconda guerra mondiale la danneggiarono in modo non irreparabile, mentre la città appena ricostruita subì nel 1944 una nuova distruzione pari al 70% del patrimonio architettonico.
Il castello Orsini-Colonna cadde in abbandono fino agli anni settanta, quando il restauro fu finalmente avviato per essere completato alla fine del secolo. In occasione della riapertura avvenne anche l'inaugurazione della pinacoteca d'arte moderna collocata al primo piano. Anche per la chiesa di San Giovanni Decollato il consolidamento e la ricostruzione arrivarono negli anni sessanta, mentre il palazzo di Villa Torlonia e il palazzo di giustizia furono ricostruiti a cominciare dagli anni venti seguendo perlopiù un sobrio stile Liberty.
L'impianto di drenaggio dell'ex lago Fucino, prosciugato pochi decenni prima, sembrò non risentire molto dello sciame sismico, tuttavia nel 1920 si decise il rifacimento completo dei tratti di galleria ritenuti minacciati, mediante tecniche più evolute rispetto al secolo precedente.
La città contemporanea, abitata da circa 40.000 abitanti, è tra i centri urbani più estesi e popolati della regione Abruzzo. Completamente ricostruita è priva di un centro storico vero e proprio, la maggior parte delle abitazioni è costituita da piano terra e primo piano. Gli edifici più recenti presentano più di due piani, ciò perché i criteri costruttivi antisismici si sono evoluti.
Negli altri comuni della Marsica la ricostruzione fu, nella maggior parte dei casi, più lenta. Tranne a Celano, in cui venne completata negli anni quaranta, la maggior parte dei centri colpiti dovette attendere fino agli anni sessanta. Lo stesso scrittore Ignazio Silone di Pescina lamentò il fatto che durante l'epoca fascista il denaro elargito dallo Stato per la ricostruzione fosse deviato dagli amministratori locali per interessi personali e per l'arricchimento industriale di altre città, descrivendo l'isolamento e l'abbandono da parte delle istituzioni dei borghi montani.
Negli anni sessanta tutte le chiese, le torri e i castelli limitrofi iniziarono ad essere restaurati e quasi tutti furono rimessi in sesto nel decennio successivo.
I borghi antichi di Albe Vecchia, Lecce Vecchio, Meta Vecchio, Morino Vecchio, Sperone Vecchio, Tione Vecchio e in parte Frattura Vecchia sono rimasti in abbandono perché irrimediabilmente danneggiati dal sisma con la conseguente delocalizzazione dei nuovi abitati.

## Opere sul terremoto del 1915
(Luigi Pirandello, L'uomo dal fiore in bocca)

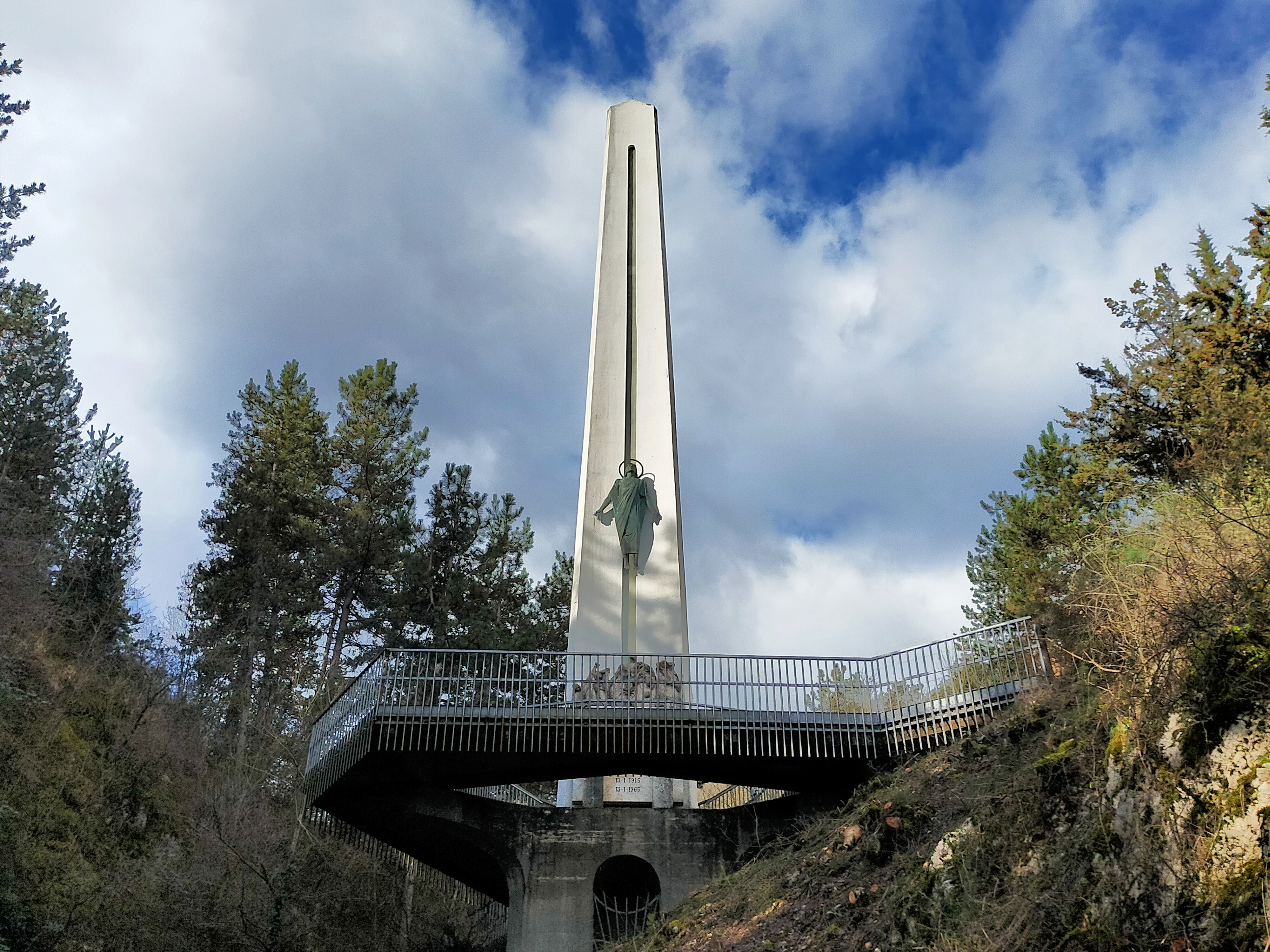
Obelisco del memoriale sul monte Salviano realizzato da Pasquale Di Fabio

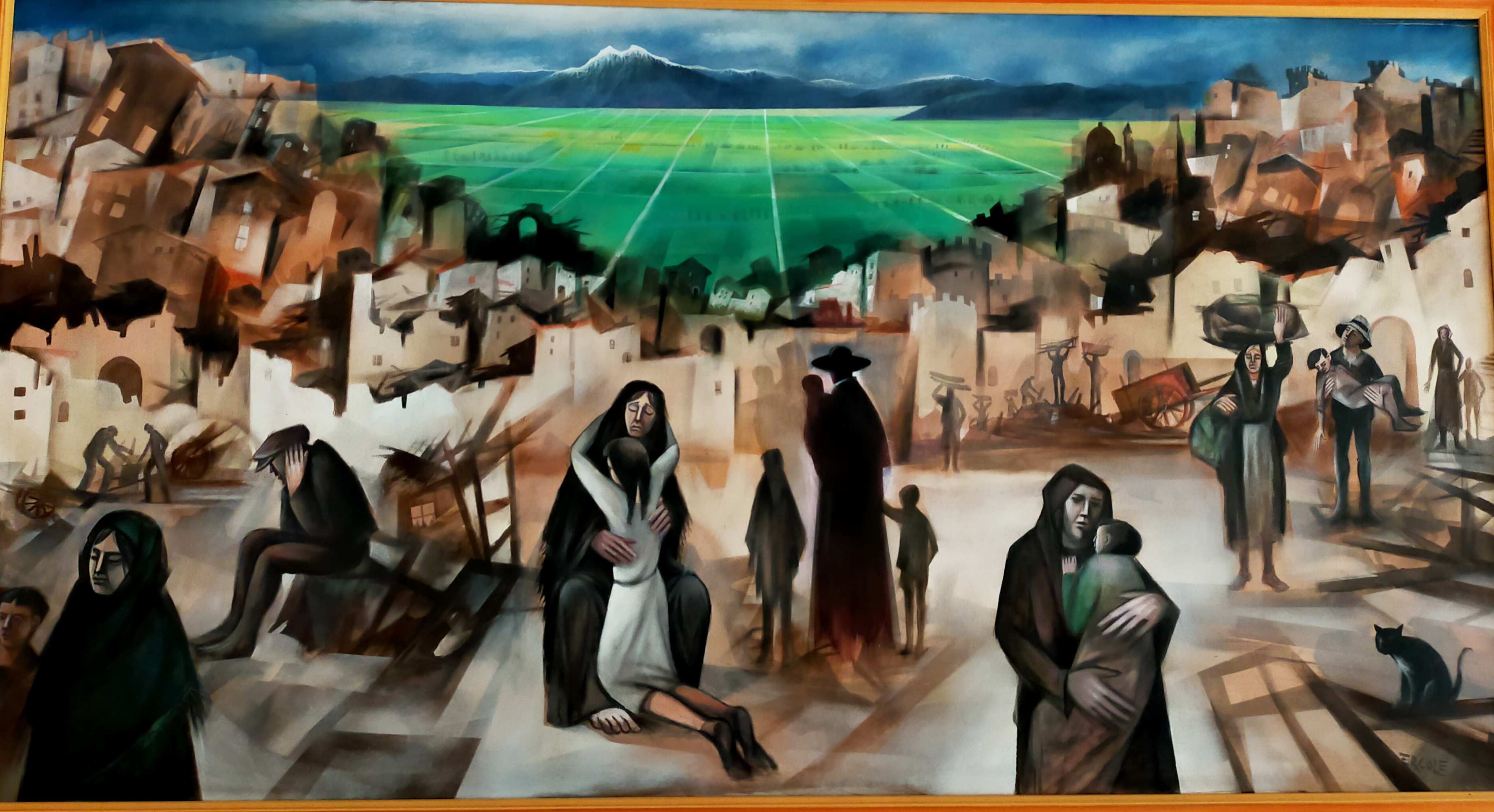
Opera del pittore Marcello Ercole esposta nel palazzo municipale di Avezzano

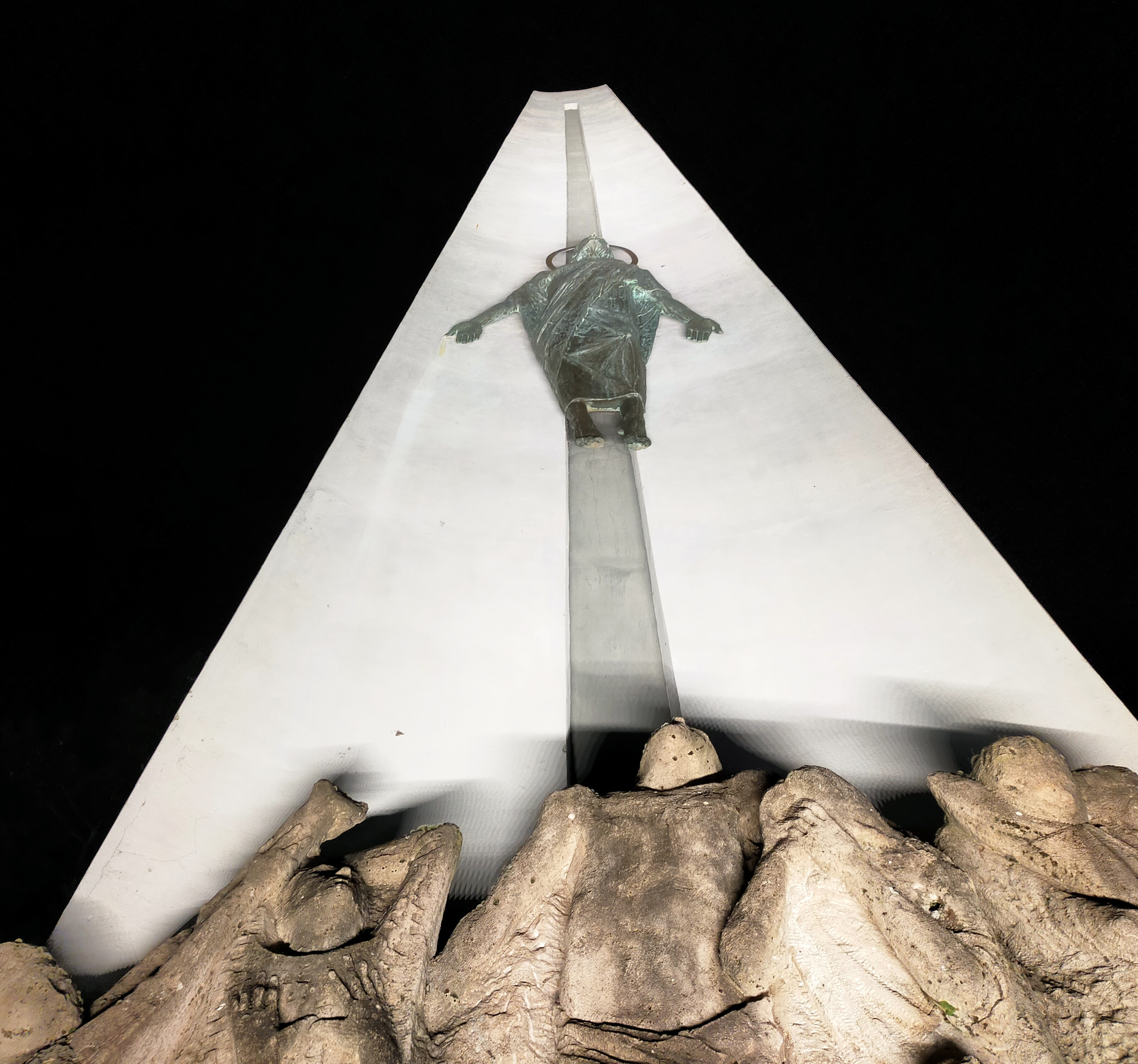
L'obelisco commemorativo illuminato nel 2025

Sono stati molti gli intellettuali che hanno messo al centro delle proprie opere il terremoto marsicano del 1915. Tra questi Ignazio Silone, sopravvissuto al sisma, Benedetto Croce, Luigi Pirandello, Francesco Paolo Tosti, Laudomia Bonanni, Cesare De Titta e lo scrittore danese Johannes Jørgensen.
Realizzarono reportage giungendo sul posto cronisti e giornalisti di fama nazionale come Giovanni Cena, Tullio Giordana, Giuseppe Prezzolini, Scipio Slataper e Eduardo Ximenes. Anton Giulio Bragaglia raccontò la devastazione del sisma sulla rivista di viaggi Touring.
Il film muto sulla prima guerra mondiale intitolato Sempre nel cor la Patria!, del regista Carmine Gallone fu girato nella città di Avezzano che appena distrutta dal sisma poté tragicamente simulare i panorami di guerra.
Un cortometraggio muto in bianco e nero fu girato a manovella ad Avezzano pochi giorni dopo la tragedia dai cinematografi francesi dell'Istituto Gaumont. La Società Italiana Cines proiettò senza censura le immagini più cruente del terremoto marsicano dal cinematografo Lumière di Roma.
Nei primi anni sessanta l'editore Furio Arrasich incluse nella collana La Cartolina un supplemento dedicato al terremoto marsicano affiancando alle cartoline d'epoca le cronache dei quotidiani italiani che si occuparono dell'evento come Il Giornale d'Italia, La Tribuna, Il Mattino e Il Piccolo oltre alla stampa internazionale.
In occasione del cinquantenario del sisma, nel 1965, il Genio civile ricostruì per fini commemorativi una piccola porzione del campanile della distrutta collegiata di San Bartolomeo, mentre lo scultore Pasquale Di Fabio realizzò l'obelisco del memoriale innalzato alle pendici del monte Salviano.
Nel 1975 Gigi Proietti recitò durante il varietà televisivo Fatti e fattacci un monologo in romanesco dal titolo Er terremoto d'Avezzano.
Nel 1982 la Cineteca di Bologna fece realizzare dalla regista Anna Maria Cavasinni il cortometraggio intitolato Marsica un terremoto che ha settanta anni.
Nel 2005, a 90 anni dal terremoto, fu realizzato un compact disc dal titolo Se nnè ita 'nganzóna, raccolta di tredici canti della tradizione musicale avezzanese e marsicana.
Il documentario storico dal titolo La Notte di Avezzano, realizzato da Raffaello Di Domenico, fu proiettato per la prima volta il 13 gennaio 2011 presso il ristrutturato castello Orsini-Colonna ad Avezzano. Contiene 150 foto d'epoca pre e post-sisma, dati di sismologia storica e foto dell'ammiraglio statunitense J. Lansing Callan donate all'U.S. Geological Survey.
Nel 2015, in occasione delle celebrazioni commemorative del centenario, Poste Italiane ha emesso un francobollo speciale dedicato al terremoto della Marsica, l'Istituto Poligrafico e Zecca dello Stato ha coniato la moneta d'argento con impressi i simboli della tragedia e della rinascita su entrambi i lati. È stato pubblicato un eBook gratuito dal titolo Le Fiamme Gialle nei giorni del terremoto della Marsica di Gerardo Severino, edito dalla Scuola di Polizia Tributaria della Guardia di Finanza, che racconta le operazioni di soccorso dei finanzieri. L'istituto nazionale di geofisica e vulcanologia ha realizzato un documentario suddiviso in tre parti, intitolato Le radici spezzate: Marsica 1915 - 2015, in cui viene raccontato attraverso immagini e testimonianze il fenomeno della delocalizzazione, ovvero della ricostruzione in altri luoghi dei borghi montani distrutti dal sisma.
Nel 2020 è stato realizzato il cortometraggio Sotto la città - 1915 diretto da Domenico Tiburzi e interpretato, tra gli altri, da Lino Guanciale.